# 地球村教会
地球村教会（Global Mission (Jiguchon) Church，GMC）是韩国的一个巨型教会，位于韩国首尔盆唐区。它是由李东元牧师创立于1994年1月。 2011年，李东元牧师提前退休。 该教会积极参与世界宣教，福音爆炸（Evangelism Explosion），在2008年用英语开始第一次福音爆炸。地球村教会的300多名信徒参与了福音爆炸。
地球村教会开始时只有60名信徒，但由于强烈专注于通过小组教会（cell church）来传播福音。 近10年来, 地球村教会 每主日出席人数已超过25，000人，在册信徒总数超过 30,000 人。目前，地球村教会在首尔盆唐区和京畿道龍仁市水枝区两个地方设有主日礼拜。地球村教会设有国际部，包括英文、日文、蒙古文、中文等外语礼拜。